# Saint-Sauveur (Górna Saona)
Saint-Sauveur – miejscowość i gmina we Francji, w regionie Burgundia-Franche-Comté, w departamencie Górna Saona. Nazwa miejscowości pochodzi od imienia św. Salwatora.
Według danych na rok 1990 gminę zamieszkiwało 2047 osób, a gęstość zaludnienia wynosiła 170 osób/km² (wśród 1786 gmin Franche-Comté Saint-Sauveur plasuje się na 71. miejscu pod względem liczby ludności, natomiast pod względem powierzchni na miejscu 332.).